# بيرت أورموند
بيرت أورموند (بالإنجليزية: Bert Ormond)‏ (12 يناير 1931 في المملكة المتحدة - 15 نوفمبر 2017) هو لاعب كرة قدم نيوزلندي في مركز مهاجم داخلي. شارك مع منتخب نيوزيلندا لكرة القدم. أما مع النوادي، فقد لعب مع نادي دمبرتون ونادي فالكيرك ونادي أردريونيانز وBay Olympic ‏ وGisborne Thistle AFC ‏ وجيسبورن سيتي ‏.

## وصلات خارجية
- بيرت أورموند على موقع قاعدة بيانات كرة القدم.إي يو (الإنجليزية)